# Batalha de Lesnaya
A Batalha de Lesnaya (em russo: Битва при Лесной, romanizado: Bitva pri Lesnoy; Sueco: Slaget vid Lesna; Polonês: Bitwa pod Leśną) foi uma das principais batalhas da Grande Guerra do Norte. Aconteceu no dia 9 de outubro [O.S. 28 de setembro de 1708 entre um exército russo de entre 26 500 e 29 000 homens comandados por Pedro I da Rússia, Mikhail Mikhailovich Golitsyn, Aleksandr Danilovich Menshikov, Christian Felix Bauer e Nikolai Grigorovitj von Werden e um exército sueco de cerca de 12 500 homens comandados por Adam Ludwig Lewenhaupt e Berndt Otto Stackelberg, na vila de Lesnaya, localizada perto da fronteira entre a República das Duas Nações e a Rússia (atual vila de Lyasnaya, a sudeste de Mogilev, na Bielorrússia). Os suecos escoltavam uma coluna de suprimentos de mais de 4 500 vagões para seu principal exército na Ucrânia.
Pedro I interceptou a coluna de Lewenhaupt antes que ela chegasse à segurança de Carlos XII, o rei sueco, com a intenção de destruí-la. Após oito horas de combate, com pesadas baixas, nenhum dos lados saiu vencedor. À medida que a noite se aproximava, os russos decidiram retirar-se para a floresta mais próxima, onde ficariam até a manhã seguinte para continuar a luta. Os suecos, no entanto, permaneceram em suas formações de batalha por horas durante a noite, em caso de um novo ataque. Sem sinais de novos combates e informações de inteligência dizendo que mais reforços russos haviam chegado, os suecos, por sua vez, se retiraram do local da batalha, a fim de continuar a marcha em direção ao exército principal. Temendo uma perseguição russa em grande escala, Lewenhaupt decidiu queimar ou abandonar a maioria dos vagões e canhões para aumentar a velocidade. Enquanto faziam isso, muitos dos soldados suecos decidiram saquear os vagões abandonados e ficar bêbados, milhares se perderam na floresta, muitos dos quais foram vítimas da cavalaria irregular russa. Lewenhaupt logo atravessou o rio de Sozh com o resto de seu exército, para encontrar-se relativamente seguro. Depois de alguns dias, ele se encontrou com Carlos XII em Rukova com muitos poucos vagões restantes e apenas metade de seu exército inicial. Os dois logo continuaram sua marcha em direção à Ucrânia, eventualmente encontrando-se na Batalha de Poltava e na rendição em Perevolochna, que prejudicou severamente o exército sueco e é conhecida por ser o ponto de virada da guerra.

## Literatura
- Konovaltjuk & Lyth, Pavel & Einar (2009). Vägen till Poltava. Slaget vid Lesnaja 1708 (em sueco). [S.l.]: Svenskt Militärhistorisk Biblioteks Förlag. ISBN 978-91-85789-14-6
- History of the Art of War – История военного искусства / Под общ. ред П.Д. Ротмистрова. – М., 1963. – T.I. – С. 132–135.
- The Book of Mars or of Affairs of War – Книга Марсова или воинских дел. – Изд.2. – СПб., 1766.
- Letters and papers by Emperor Peter the Great – Письма и бумаги императора Петра Великого. – Т.5. – СПб., 1907.
- Strokov's History of the Art of War – Строков А.А. История военного искусства. – М., 1955. – T.I. – С. 496.